# Kalicki Point
Kalicki Point är en udde i Antarktis. Den ligger i Sydshetlandsöarna. Argentina, Chile och Storbritannien gör anspråk på området.
Terrängen inåt land är huvudsakligen kuperad, men österut är den platt. En vik av havet är nära Kalicki Point österut. Trakten är glest befolkad. Närmaste befolkade plats är Commandante Ferraz Station, 12,4 kilometer nordost om Kalicki Point. 